# Sakuma Samata
Sakuma Samata est un nom japonais traditionnel ; le nom de famille (ou le nom d'école), Sakuma, précède donc le prénom (ou le nom d'artiste).
Le comte Sakuma Samata (佐久間 左馬太), né le 19 novembre 1844 dans le domaine de Chōshū et décédé à l'âge de 70 ans le 5 août 1915, est un général de l'armée impériale japonaise qui fut le 5e gouverneur général de Taïwan du 11 avril 1906 au 1er mai 1915.

## Biographie
Sakuma est né dans la province de Nagato (actuelle préfecture de Yamaguchi. Il est le fils d'un samouraï du domaine de Chōshū. Il étudie la science militaire occidentale auprès d'Ōmura Masujirō et commande une compagnie lorsque le domaine est attaqué lors de la seconde expédition de Chōshū lancée par le shogunat Tokugawa. Il sert ensuite dans la guerre de Boshin durant la restauration de Meiji. En 1872, il entre dans la nouvelle armée impériale japonaise comme capitaine. En février 1874, il aide à la répression de la rébellion de Saga durant laquelle il mène une colonne de troupes à partir du château de Kumamoto. Il participe ensuite à l'expédition de Taïwan de 1874. Durant la rébellion de Satsuma, il est commandant du 6e régiment d'infanterie. En février 1881, Sakuma, est promu major-général à la tête du district militaire de Sendai.
En mai 1885, Sakuma reçoit le commandement du 10e régiment d'infanterie et est promu lieutenant-général l'année suivante. La même année, en 1886, il est élevé au titre de danshaku (baron) selon le système de pairie  kazoku .
À la suite du déclenchement de la première guerre sino-japonaise, Sakuma commande la 2e division à la bataille de Weihaiwei, puis sert plus tard comme gouverneur militaire japonais de Weihaiwei (en) dans la péninsule du Shandong en Chine. À la fin de la guerre, il est décoré de l'ordre du Soleil levant et élevé au titre de shishaku (vicomte).
En 1898, Sakuma est nommé commandant de la division centrale de la Garde impériale, et devient général. Après une brève période d'inactivité, il devient commandant de la garnison de Tokyo. En avril 1906, avec sa nomination en tant que 5e gouverneur général de Taïwan, il est décoré de l'ordre des fleurs de Paulownia, et est élevé en 1907 au titre de hakushaku (comte).
Après la fin de la résistance armée des Chinois Han de Taïwan, les autorités coloniales s'occupent de lutter contre les aborigènes de Taïwan cachés dans les montagnes. L'une des raisons pour lesquelles Sakuma avait été choisi pour diriger le gouvernement colonial est qu'il avait participé à l'expédition de 1874, et sa mission est d'étendre le contrôle japonais dans les régions aborigènes. Durant son service, Sakuma lance plusieurs campagnes contre les peuples Atayal et Bunun. Sakuma est le gouverneur général resté en fonction le plus longtemps, terminant sa mission en 1915, après avoir achevé avec succès sa campagne de pacification. Il est considéré comme ayant aidé au développement de la côte est de l'île, particulièrement au port de Hualien et dans la région du parc national de Taroko.
Il est également considéré comme la personne ayant introduit le baseball à Taïwan en 1910.
Après sa mort, il devient un kami du Shintoïsme d'État, et un sanctuaire est érigé en son honneur à Sagamihara dans la préfecture de Kanagawa, et à Taihoku (actuel Taipei). Le sanctuaire au Japon existe toujours et des tentatives infructueuses ont été effectuées à Taïwan pour reconstruire celui de l'île.